# Manfred Grashof
Manfred Grashof (Kiel, 3 d'octubre de 1946) és un activista polític alemany, exmilitant de la Fracció de l'Exèrcit Roig (RAF). Després de la seva detenció el 1972, va ser condemnat el 1977 a presó perpètua per assassinat i indultat el 1988.

## Trajectòria
Grashof va desertar de la Bundeswehr l'estiu de 1969, juntament amb altres onze, i van ser arrestats i traslladats a la República Federal d'Alemanya. Una mica més tard va tornar a Berlín Oest i es va traslladar a la Kommune 2. Després de l'alliberament de Baader, es va unir a la Fracció de l'Exèrcit Roig (RAF). Juntament amb la seva xicota, la també membre de la RAF Petra Schelm, i uns vint membres més del grup, va rebre entrenament militar en un camp d'Al Fatah a Jordània l'estiu de 1970. El 10 de febrer de 1971 a Frankfurt del Main es va produir el primer intercanvi de trets amb la policia, durant el qual ell i Astrid Proll van poder escapar. Fins al 1972, va participar en la construcció de la logística de la RAF i en diversos robatoris de bancs a Berlín. Grashof va ser un especialista en documents d'identitat falsificats, que produïa amb una qualitat tan bona que mai van cridar l'atenció durant els controls. Pertanyia al nivell de comandament i al nucli dur així com Andreas Baader, Gudrun Ensslin, Holger Meins, Jan-Carl Raspe i Ulrike Meinhof.
El 2 de març de 1972 va ser arrestat per la policia en un apartament conspiratiu d'Hamburg, situat a Heimhuder Strasse, 82, que allotjava un taller de falsificació. Després que els agents de policia no hi trobessin ningú, van esperar darrere de la porta tancada de l'apartament. Quan Grundmann i Grashof hi van voler entrar, cap a les 22:45 hores, es van enfrontar als agents de policia amb les pistoles a la mà. Hi va haver un intercanvi de foc en què Grashof va disparar a Hans Eckhardt, l'inspector en cap de la comissió especial de la policia (SoKo) denominada «Baader/Meinhof», amb dues bales expansives («bales dum-dum»): una a l'espatlla i l'altra a l'estómac. Les puntes d'aquestes bales s'havien deformat i van provocar enormes ferides. El mateix Grashof va ser ferit de trets instants abans de ser arrestat juntament amb Wolfgang Grundmann. En un inici, Grashof i Eckhardt van compartir habitació a l'hospital on van ingressar, però la intermediació de l'esposa de l'oficial de policia va posar fi a la incòmoda situació. Finalment, Eckhardt no va sobreviure a les ferides després d'un coma de vint dies amb breus moments de consciència i un gran dolor.
Després de la detenció, va ser traslladat, greument ferit, de l'hospital de detenció al centre de presó preventiva segons les instruccions del jutge instructor del Tribunal Federal de Justícia, Wolfgang Buddenberg. Grashof va considerar que aquesta mesura era massa aviat. El 2008, en una entrevista al diari Taz, es va queixar de les males condicions higièniques de la cel·la de la presó en aquell moment i va esmentar la suposada protesta dels metges contra el transport. El maig de 1972, l'esposa de Buddenberg va resultar ferida greu per un cotxe bomba al VW 1300 L. de Buddenberg. Contra tot costum, aquell dia havia utilitzat el vehicle. L'«escamot Manfred Grashof» de la RAF va reivindicar l'acció.
Durant la seva detenció, es va queixar de les condicions de detenció per haver estat sotmès a aïllament, condició que les autoritats de Renània-Palatinat van denominar com de «confinament solitari estricte». El 1975 i el 1977 membres de la segona generació de la RAF van intentar, sense èxit, alliberar-lo juntament amb altres militants mitjançant l'assalt a l'ambaixada de la República Federal Alemanya a Estocolm i el segrest de Hanns Martin Schleyer. Durant el seu judici a Kaiserslautern va estar representat per fins a 15 advocats defensors, cosa que va contribuir significativament al fet que es canviés el codi de procediment penal. Des de llavors, en tot procediment penal alemany, un acusat pot tenir fins un màxim de tres advocats defensors. El 2 de juny de 1977 va ser condemnat a presó perpètua per assassinat.
El 1984 es va casar a la presó amb la metgessa de Berlín i antiga comunera Dorothea Ridder. A mitjans dels anys 1980, Grashof es va separar de la RAF i va mostrar públicament remordiments i distanciament, però mai directament o indirecta cap als familiars de Hans Eckhardt, l'agent de policia assassinat. Això va ser confirmat per la vídua el maig del 2007 en una entrevista al Der Spiegel. A la tardor de 1988, l'aleshores primer ministre de Renània-Palatinat, Bernhard Vogel (CDU), va indultar-lo després de 16 anys de presó. Anteriorment, Vogel l'havia visitat a la presó i no va considerar necessària una audiència o informació de la vídua de la policia. El març de 1989 va ser alliberat després de 17 anys de presó.
Després d'arribar al Grips-Theatre de Berlín com a pres amb llibertat restringida, l'any 1987 va ser contractat com a tècnic. El 2005 va interpretar a un policia a la reeixida obra teatral Baden gehen.